# Fager vaxskivling
Fager vaxskivling (Hygrocybe aurantiosplendens) är en svampart som beskrevs av R. Haller Aar. 1954. Fager vaxskivling ingår i släktet Hygrocybe och familjen Hygrophoraceae.  Arten är reproducerande i Sverige. Inga underarter finns listade i Catalogue of Life.